# 루이스 헤라르도 멘데스
루이스 헤라르도 멘데스(스페인어: Luis Gerardo Méndez, 1982년 3월 12일 ~ )는 멕시코의 배우이다. 할리우드 영화 《머더 미스터리》, 《미녀 삼총사》에 출연했다.

## 출연 작품
- 스킨케어 (2024) - 엔젤 역
- 하프 브라더스 (2020)
- 미녀 삼총사 3 (2019)
- 타임 쉐어 (2018)
- 로드 투 마스 (2017)
- 선다운 (2015)
- 캔틴플라스 (2014)
- 파라다이스 (2013)
- 위 아 더 노블스 (2013)
- 디 아더 패밀리 (2011)
- 걸 온 더 스톤 (2006)
- 사이드 이펙트 (2006)